# Jacqueline Grand
Pour les articles homonymes, voir Grand.
Jacqueline Grand, née le 20 mai 1946 à Marseille (Bouches-du-Rhône), est une femme politique française.

## Détail des fonctions et des mandats
Mandat parlementaire
- 12 avril 1989 - 24 juillet 1989 : Députée européenne

Mandat électif
- 13 mars 1983 - 19 mars 1989 : Conseillère municipale